# Nayib Bukele
Nayib Armando Bukele Ortez (ur. 24 lipca 1981 w San Salvador) – salwadorski przedsiębiorca i polityk palestyńskiego pochodzenia, w latach 2019–2023 i od 2024 prezydent Salwadoru.

## Życiorys
Urodzony 24 lipca 1981 w San Salvador jako wnuk imigrantów z Palestyny. Jego dziadkowie z obu stron byli chrześcijanami, ojciec jako dorosły przeszedł na islam, pełniąc społecznie funkcję imama w pierwszym meczecie w Salwadorze i będąc sponsorem lewicowej partii FMLN. W młodości pomagał ojcu w prowadzeniu rodzinnej firmy. Był także m.in. dystrybutorem motocykli. W 2012 wygrał wybory na burmistrza w gminie Nuevo Cuscatlán i sprawował tę funkcję przez trzy lata. Od 2015 do 2018 był burmistrzem stołecznego San Salvador z ramienia FMLN. Jako pierwszy polityk w Salwadorze zaczął na szerszą skalę korzystać z mediów społecznościowych do kontaktu z wyborcami. Jako burmistrz ogłosił plan odzyskania historycznego centrum dla mieszkańców, co sprawiło, że zaczął być nazywany populistą. Oprócz rewitalizacji zabytkowej dzielnicy jego osiągnięciem były programy antyprzemocowe angażujące młodzież z trudnych środowisk. Popadł w konflikt z rządem Sancheza Ceréna i w 2017 został usunięty z FMLN pod zarzutem molestowania podwładnej. Od 2014 żonaty z psycholog, wychowawczynią i tancerką Gabrielą Rodríguez.

## Urząd Prezydenta
W wyborach prezydenckich w 2019 początkowo chciał wystartować jako przedstawiciel własnej partii, ale ostatecznie ze względu na bliskość terminu wyborów zdecydował się ubiegać o urząd jako reprezentant prawicowej GANA. Jego postulaty obejmowały rozbudowę infrastruktury i walkę z korupcją. Ostatecznie uzyskał 54% głosów w pierwszej turze, mimo iż nie brał udziału w debatach, nie odpowiadał na pytania dziennikarzy i zarzucał rywalom próby fałszowania wyborów. Przez całą kampanię Bukele prowadził w sondażach wyborczych. Został najmłodszą w historii kraju osobą wybraną na prezydenta i bywa uważany za pierwszego muzułmanina na tym stanowisku, a także pierwszym od 30 lat zwycięskim kandydatem niewystawionym przez FMLN lub ARENA. Początek jego pięcioletniej kadencji rozpoczął się 1 czerwca tego samego roku.

### Przyjęcie bitcoina
W dniu 5 czerwca 2021 r. Bukele ogłosił, że planuje przedstawić Zgromadzeniu Narodowemu projekt ustawy, na mocy której Salwador stanie się pierwszym krajem, uznającym bitcoin jako pełnoprawny środek płatniczy. Zgromadzenie Narodowe zatwierdziło ustawę, która miała wejść w życie 7 września 2021 r. W dniu 17 czerwca 2021 r. Bank Światowy odrzucił wniosek Salwadoru o pomoc we wdrożeniu, powołując się przy tym na obawy dotyczące przejrzystości oraz negatywny wpływ wydobycia bitcoinów na środowisko. 24 czerwca 2021 r. przedstawiciele firmy Athena Bitcoin oświadczyli, że zamierzają zainwestować milion dolarów w instalację 1500  bankomatów kryptowalutowych, oferujących wymianę dolarów amerykańskich na bitcoiny i odwrotnie.
6 września 2021 r. Bukele ogłosił, że rząd Salwadoru zakupił pierwsze 400 bitcoinów. Następnego dnia weszła w życie ustawa, która uczyniła bitcoin, prawnym środkiem płatniczym w Salwadorze, który stał się przez to pierwszym krajem, honorującym walutę cyfrową. Tego samego dnia kurs bitcoina gwałtownie się załamał z poziomu 52 000 USD do ok. 43 000 USD, osiągając w pewnym momencie, najniższy poziom od miesiąca. W międzyczasie platformy takie jak Apple i Huawei odmówiły dystrybucji rządowej aplikacji cyfrowego portfela o nazwie Chivo. Po przejściu serwerów internetowych w tryb offline, w wyniku przeciążenia rejestracją zbyt wielu użytkowników, około tysiąca demonstrantów wyszło na ulice stolicy San Salvador aby wyrazić swój sprzeciw wobec przyjęcia bitcoinów w kraju.
W listopadzie 2021 roku Bukele ogłosił, że planuje zbudować pierwsze na świecie miasto Bitcoin City w południowo-wschodnim regionie La Unión u podstawy wulkanu Conchagua, wykorzystujące energię geotermalną do wydobywania bitcoinów.
Od listopada 2021 do stycznia 2022 roku cena bitcoina spadła o 45%, co kosztowało skarb państwa 22 milionów dolarów rezerw. Międzynarodowy Fundusz Walutowy (MFW) wstrzymał rozmowy z rządem w sprawie umowy pożyczki, wzywając Salwador do rezygnacji z przyjęcia bitcoina, z powodu obaw o zmienność i zmniejszoną przejrzystość. Ekonomista Steve Hanke powiedział wówczas: „Salwador ma teraz najbardziej zagrożone zadłużenie państwowe na świecie, a to z powodu bitcoinowego szaleństwa. Rynki myślą, że Bukele oszalał i tak jest w rzeczywistości”. Od czerwca 2022 r. rząd Salwadoru stracił 56 milionów dolarów w bitcoinach a niektórzy ekonomiści twierdzili, że kraj prawdopodobnie nie spłaci swojego zadłużenia. Aby załagodzić obawy rynku, 27 lipca 2022 r Bukele ogłosił, że rząd Salwadoru odkupi obligacje dłużne o wartości 560 milionów dolarów w latach 2023 - 2025. We wrześniu 2022 roku Bukele zakpił z Banku Anglii na Twitterze po tym, gdy funt szterling spadł do najniższego w historii kursu względem dolara amerykańskiego, tweetując: „a nie mówiłem”, nawiązując w ten sposób do tweeta z listopada 2021 roku, w którym skrytykował Bank Anglii za drukowanie pieniędzy z powietrza. W dniu 24 stycznia 2023 r. minister finansów Alejandro Zelaya, potępiając „kampanię dezinformacyjną” w krajowych i zagranicznych mediach, poinformował o wykupie obligacji zapadających w styczniu 2023 r. za kwotę 800 mln USD wraz z odsetkami.
W styczniu 2023 r. reprezentantka Salwadoru Alejandra Guajardo, wystąpiła w 71 edycji międzynarodowego konkursu piękności Miss Universe w złotym stroju, nawiązującym do przyjęcia bitcoina w jej kraju.
1 grudnia 2023 odszedł ze stanowiska prezydenta, aby skupić się na prowadzeniu kampanii wyborczej.
4 lutego 2024 wygrał wybory prezydenckie omijając zakazany przez salwadorską konstytucję ponowny wybór na ten urząd bezpośrednio po zakończeniu swej kadencji. W trakcie ogłoszenia wyników posłużył się argumentem, że "wszystkie sondaże dawały mu zwycięstwo, co oznacza, że obywatele kraju chcą go mieć za prezydenta".
1 czerwca 2024 rozpoczął drugą kadencję na stanowisku prezydenta Salwadoru.